# Johann Fürst (Schauspieler)

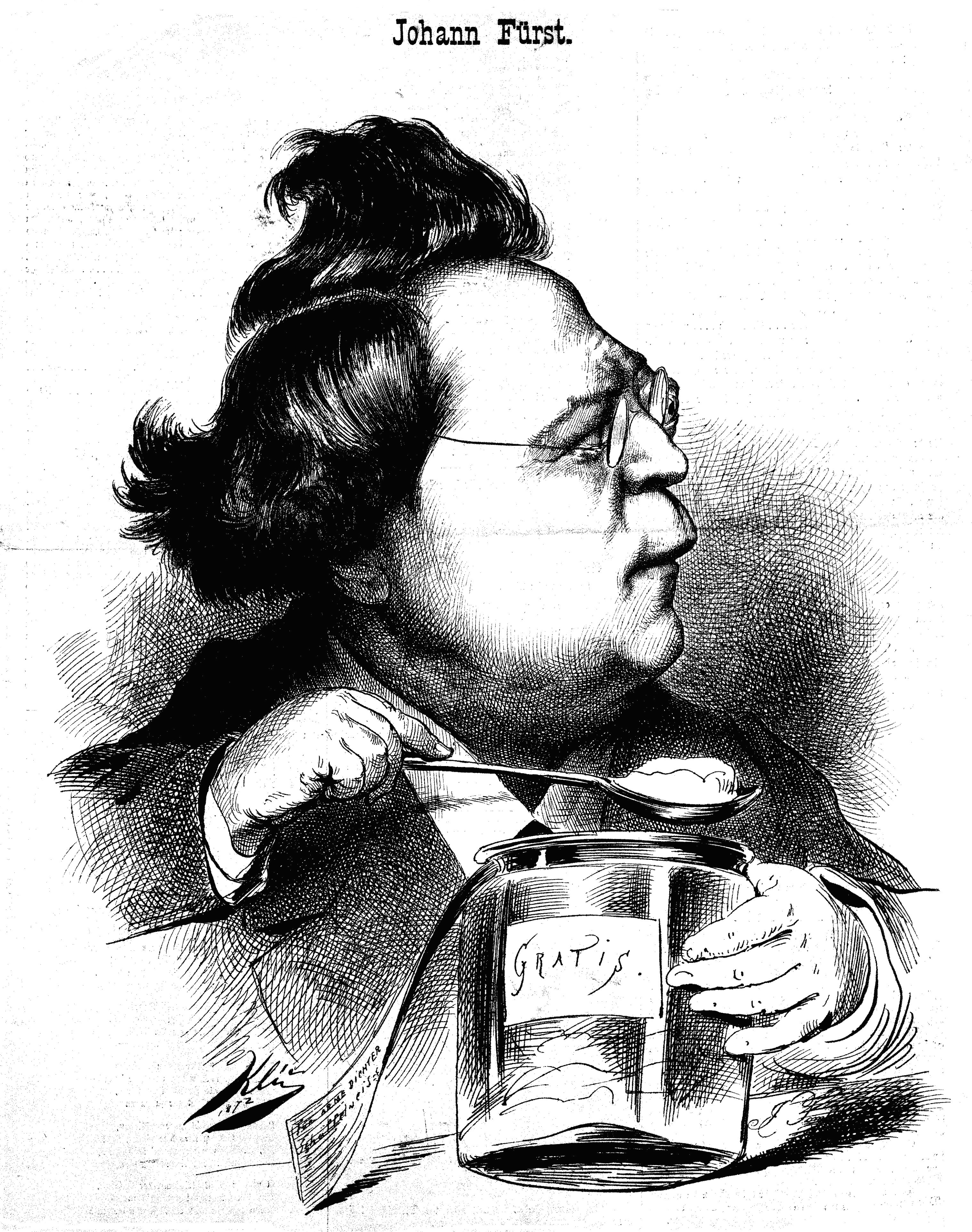
Johann Fürst (Karikatur von Karl Klietsch, 1872)

Johann Fürst (* 17. April 1825 in Wien; † 19. Oktober 1882 ebenda) war ein österreichischer Volkssänger, Schauspieler und Theaterdirektor.

## Leben

### Die Anfänge als Volkssänger
Johann Fürst wurde in einem Findelhaus großgezogen und kam zunächst als Lehrbub zu einem Fleischhauer, dann zum Knopfdrechsler Seidl, dem Vater des Volkssängers Wenzel Seidl. Sein musikalisches Talent trat früh hervor – nach einer von Hugo Paul kolportierten Legende sei er entdeckt worden, als er hinter einer Hecke den Jodler einer Sängerin in einer Vorstadtwirtschaft fehlerfrei nachsang. Fürst trat bereits mit 16 Jahren als Volkssänger in den Vorstädten auf und gründete 1856 seine eigene Truppe, mit der er dann auch in der feineren Gesellschaft Erfolg hatte und vermögend wurde.

### Der Theaterdirektor
Er kaufte sich Mitte 1861 das zuletzt leerstehende Affen-Theater im Wiener Wurstelprater (Feuerwerks-Allee, heute: Ausstellungsstraße). Er führte es ab 21. April 1862 zunächst als Singspielhalle (auch: Liederspielhalle; später, nach Erhalt der Theaterkonzession als Fürst’s Volkstheater im k.k. Prater, dann Fürst-Theater).
Das Gelände gehörte zuvor dem Menageriebesitzer und Tierhändler Heinrich Schreyer, der dort am 25. April 1847 eröffnete, dann wurde es von Carl Orbán und Laurent Casanova (bisweilen auch: Louis Casanova) geführt.

### Theater in der Josefstadt
Neben seiner Eigentümerschaft an der sommersaisonal betriebenen Singspielhalle pachtete Fürst das verfallene Theater in der Josefstadt und, nach Renovierung, wiedereröffnete es am 7. Oktober 1865 mit der Lokalposse Alt- und Neu-Wien von Karl Bayer, legte jedoch wegen einer Reihe bitterer Erfahrungen bereits mit 1. Mai 1866 die Direktion nieder.
Zusammen mit Josef Matras etablierte Fürst in den Jahren 1862/63 seine Praterbühne zu einem Zentrum des klassischen Wiener Volkssängertums. Im Juli 1870 mietete Fürst für fünf Jahre die Lokalitäten des Pester Winter-Orpheums, um als Fürst’s Vaudeville-Theater während der Wintersaison mit seiner Gesellschaft Vorstellungen zu geben.
Mit dem Rücktritt von Heinrich Börnstein und Karl Bukovics (1835–1888) am 19. Juli 1871 übernahm Fürst als Pächter erneut die (bis 1877 dauernde) Leitung des Theaters in der Josefstadt.

### Theaterprinzipal und Autor
Fürst machte sich einen Namen als Autor von Couplets, Volksstücken und Possen, vor allem als Hausdichter für sein Theater. Das Volksstück Ein Wiener Volkssänger erlebte am 16. September 1859 seine Premiere im Theater an der Wien; zu seinen bekanntesten Couplets zählen Am Montag, da fang ma von vorn wieder an, Na, nur ka Wasser net, na, na, des mag i net sowie das Duett Allerweil fidel.

### Meinen Namen werdet ihr nie erfahren
Ein berühmtes Oxymoron aus einer seiner Possen, möglicherweise nicht von ihm erfunden, wurde sprichwörtlich: „Meinen Namen werdet ihr nie erfahren – ich bin der Kaiser Josef.“ Das bezog sich auf das theatralische Inkognito des Kaisers Joseph II., der als ein „Graf von Falkenstein“ nach Frankreich reiste. In rhythmisch verbesserter Form verwendet Fritz von Herzmanovsky-Orlando den Satz am Schluss seines Stücks „Kaiser Joseph und die Bahnwärterstochter“: „Meinen Namen aber sollt ihr nie erfahren - Ich verlaß mich drauf, daß ihn ein jeder kennt.“ Jura Soyfer transponiert den Satz in seiner Satire „Der treueste Bürger Bagdads“ zum Schein in den Orient: „Meinen Namen aber sollt ihr nie erfahren! Ich bin der Kalif Harun al Radschid!“

### Tod, Begräbnis, Nachruhm
Johann Fürst, der sich durch dreißig Jahre auf der Höhe seiner Popularität zu erhalten gewusst hatte, starb im Alter von 57 Jahren in seiner Wohnung in der Franzensbrückenstraße 8, Wien-Leopoldstadt, und wurde am 21. Oktober 1882 auf dem Wiener Zentralfriedhof in einem ehrenhalber gewidmeten Grab beigesetzt (Gruppe 30 D, Reihe 10, Nr. 13).
Im Jahr 1940 wurde im Wurstelprater der Johann-Fürst-Platz nach ihm benannt.

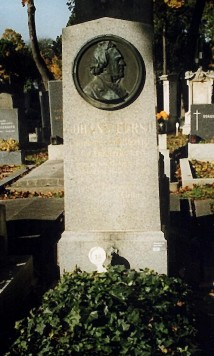
Grabstätte von Johann Fürst